# 聖公會牧愛堂 (臺北市)
聖公會牧愛堂是臺灣聖公會於1966年在臺北市成立的一所禮拜堂，牧愛堂源自1949年以後來到臺灣的戰後移民；在教會的鼎盛時期，有十六間分會。
在創堂之初，禮拜聚會地點多次更換，包括陽明山上屬於臺灣基督長老教會的臺灣神學院。經過美軍平信徒傳道人十多年的贊助，教會於1963年正式成立，為台北地區的外國人社群服務。牧愛堂首任與第二任牧者分別是韓默魁中校（Lt.col. Robert E. Ham Merauiest (American Lay-Readers)）及郁耕辛牧師 （The Rev. Richard Yoh），牧愛堂為臺灣基督教會早期有英語堂崇拜的禮拜堂之一。
1965年，牧愛堂教會於士林購置現今禮拜堂所在之土地，1966年12月21日舉行獻堂祝聖典禮。牧愛堂教友以臺灣本地為主，但也有部分外籍人士。亞洲聖公會首次主教會議於2014年9月17日至23日期間在該教堂舉行。
2024年，在林口開拓聖多馬堂傳教點。

## 建築風格
聖公會牧愛堂建築風格為閩南式建築，由蘇熙宗設計；牧愛堂建築風格為臺灣聖公會禮拜堂中唯一以中式建築為樣式建成的，這種風格在世界教堂建築中極為罕見，即使在亞洲教堂建築中也是如此。禮拜堂內祭壇的十字架風格為東方式，反映教會自成立之初將基督信仰文化融入中華文化文化中。

## 社會公益
牧愛堂除了提供教友崇拜之用外，還附設幼稚園並與台北市政府合作成立社區關懷據點。
牧愛堂教會每年也聖克里斯多福及尼維斯獨立日紀念活動，參加人員包括臺灣的政府官員與外交人士。 
二次大戰盟軍戰俘紀念日相關的紀念活動也是與牧愛堂協調辦理。

## 禮拜時間
以下時間以當地時間（臺灣時間）為準
- 英語崇拜——主日 09:00（AM）
- 華語崇拜——主日 11:00（AM）
- 每月第四週主日——中英聯合崇拜 09:30（AM）

## 圖輯

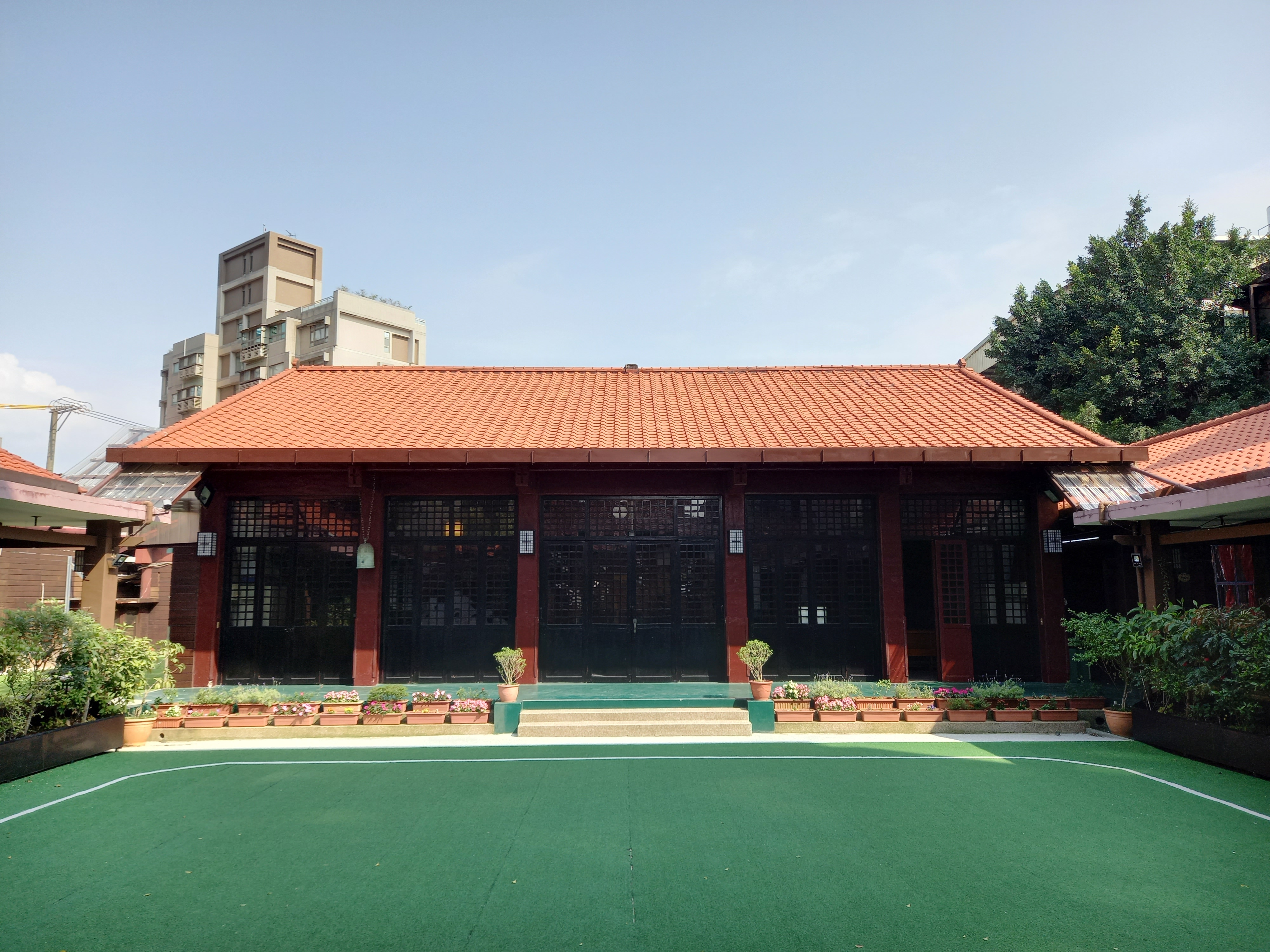
士林牧愛堂禮拜堂
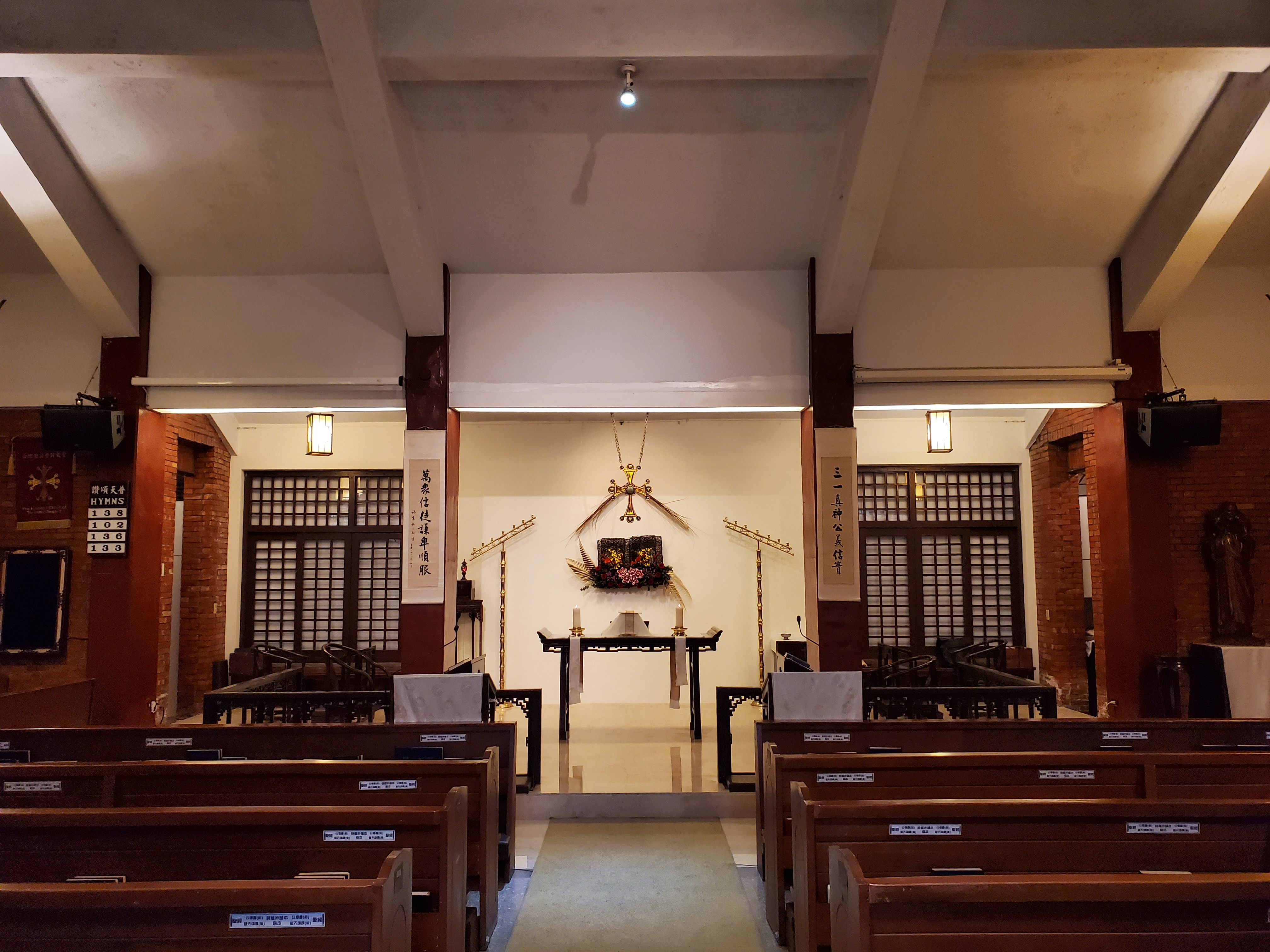
士林牧愛堂內部
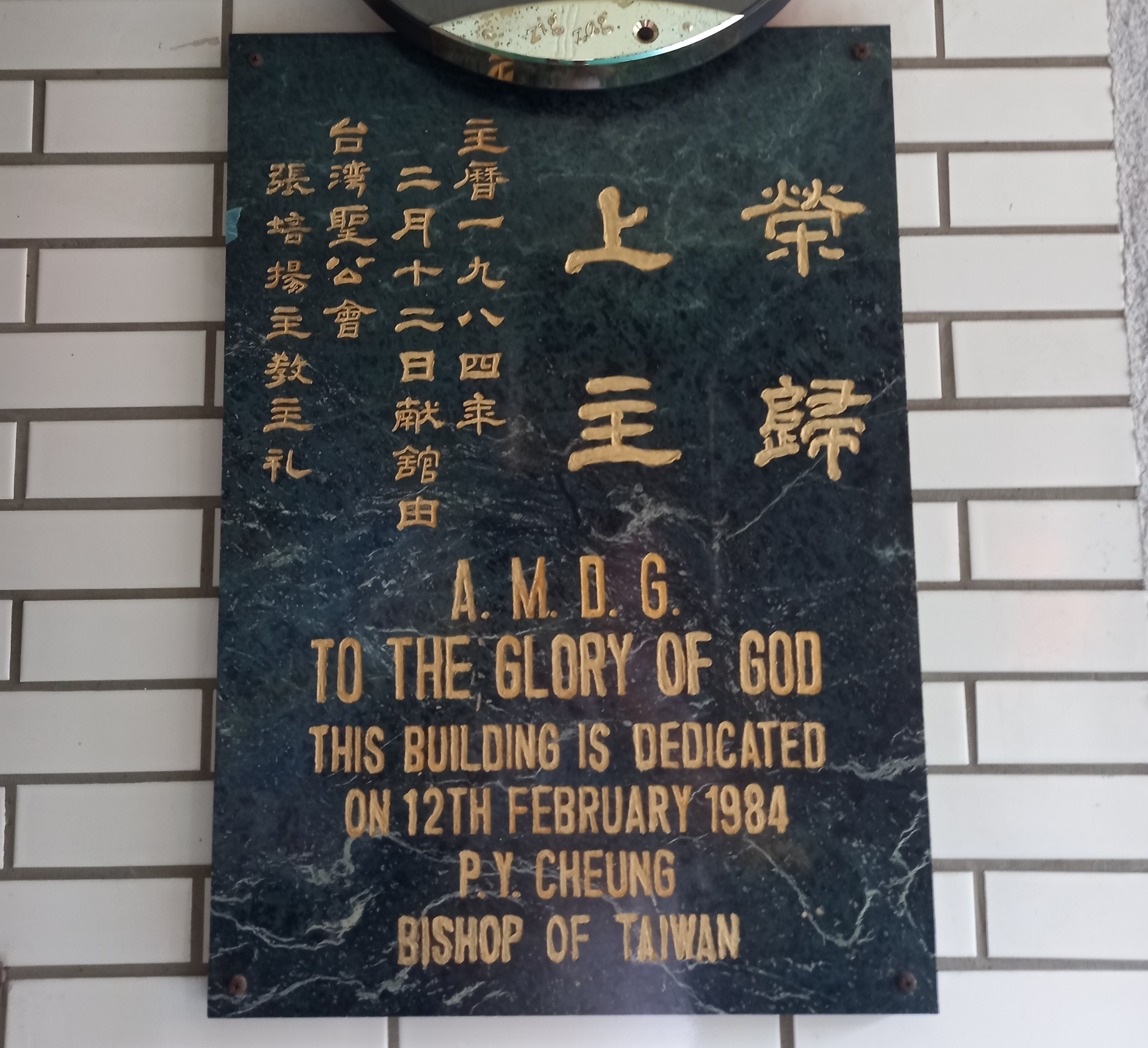
士林牧愛堂獻館紀念石碑
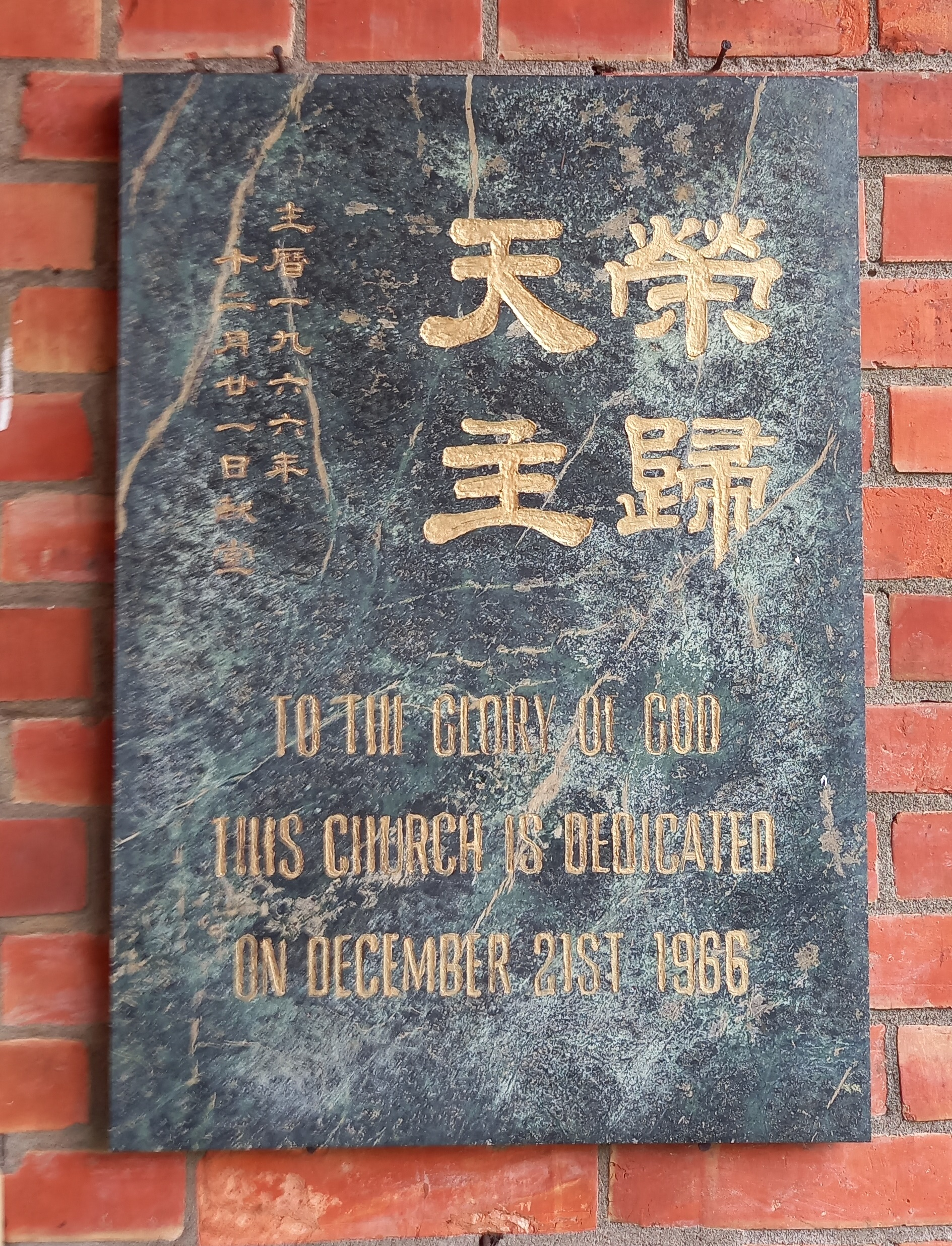
士林牧愛堂獻堂紀念石碑

## 外部連結
- 中文官方網站
- 英文官方網站 （页面存档备份，存于）